# Szymon Mohyła
Szymon Mohyła (rum. Simion Movilă) – hospodar wołoski, w latach 1600–1601 i w roku 1602, mołdawski w latach 1606–1607, z dynastii Mohyłów.
Był młodszym bratem Jeremiego Mohyły, który objął tron mołdawski w 1595. Blisko współpracował z bratem, w 1597 został hetmanem mołdawskim. W 1599 nowy książę siedmiogrodzki Andrzej Batory (podobnie jak Mohyłowie blisko związany z potężnym polskim magnatem Janem Zamoyskim) zaproponował usunięcie z tronu wołoskiego hospodara Michała Walecznego i zastąpienie go właśnie Szymonem. Efektem tego było jednak uderzenie Michała Walecznego na Siedmiogród i jego podbój po śmierci Andrzeja Batorego, a następnie zajęcie przez niego w 1600 Mołdawii. Wobec takiego obrotu wypadków interwencję w księstwach rumuńskich w celu obrony interesów Mohyłów podjął Zamoyski, który pokonał Michała Walecznego w bitwie pod Bukowem, przywrócił na tron mołdawski Jeremiego Mohyłę, a tron wołoski oddał Szymonowi.
Rządy Szymona na Wołoszczyźnie nie potrwały jednak długo – w kraju istniała opozycja pragnąca powrotu Michała Walecznego, która wznieciła wojnę domową w 1601 i doprowadziła do zastąpienia Szymona na tronie, wobec śmierci Michała Walecznego, Radu Serbanem. Szymon zdołał powrócić do Wołoszczyzny zaledwie na kilka miesięcy w 1602.
W 1606 zmarł Jeremi Mohyła i po odsunięciu jego syna Konstantyna Szymon sięgnął tym razem po tron hospodarski na Mołdawii. Rządy jednak nie potrwały długo, już rok później, 14 września 1607 Szymon zmarł pozostawiając jako następcę swego syna Michała. Został pochowany w ufundowanym przez niego wraz z bratem monastyrze Suczewica. Jego synami byli także późniejsi hospodarowie Mołdawii Mojżesz oraz Wołoszczyzny Gabriel, a także znany metropolita kijowski Piotr Mohyła.